# Aveley
Aveley – wieś w Anglii, w hrabstwie ceremonialnym Essex, w dystrykcie (unitary authority) Thurrock. Leży 31 km na południowy zachód od miasta Chelmsford i 27 km na wschód od Londynu. Miejscowość liczy 8381 mieszkańców.